# Unionidae
Unionidae é uma família de mexilhão de água doce, a maior da ordem Unionoida. O molusco bivalve é encontrado principalmente nos Estados Unidos da América, aonde estão identificadas  297 espécies. Também são encontradas no sudeste da Ásia e China.